# Frederico Cunha
Frederico Cunha, de seu nome completo Frederico Marcos da Cunha (nascido em 12 de abril de 1950 em Natal, Brasil), habitualmente citado nos mídia como "Padre Frederico", é um ex-padre católico brasileiro condenado em Portugal por homicídio e abuso sexual de crianças e adolescentes. 
Após cumprir 5 anos e 10 meses de prisão fugiu à justiça em 1998, passando a residir no Brasil. Em 29 de Fevereiro de 2024 foi tornado público que por decisão pontifícia foi demitido do estado clerical, deixando assim o sacerdócio.

## Chegada à Madeira
Manuel Catarino diz que Frederico Cunha, antes de chegar á Madeira em 1983, vivia em Itália, inserido na ordem religiosa dos Cônegos Regulares da Santa Cruz (os Crúzios). Mas de acordo com declarações do próprio padre Frederico e da diocese de Funchal, foi sacerdote daquela diocese, não duma ordem religiosa.
Catarino qualifica os Crúzios como "uma congregação ultraconservadora, de práticas esotéricas nem sempre aplaudidas pela Cúria de Roma",sem citar nenhuma fonte em apoio a esta sua avaliação. A Santa Sé enumera-os como todas as outras ordens religiosas no Anuário Pontifício, por exemplo na página 1412 da edição 2013.
O periódico austríaco Kirche In, que se autodenomina "católico ecumênico", afirma que Cunha foi então membro do Opus Angelorum, movimento dirigido pelos Crúzios, mas não que pertencia a essa ordem religiosa.
D. Teodoro de Faria, o bispo do Funchal, madeirense, que conhecera Frederico Cunha em Roma, fez dele seu secretário particular. Catarino diz que o comportamento bizarro do padre Frederico atraía as atenções. Tinha um gosto especial por caveiras, que usava no casaco  ou penduradas no cinto. A partir de certa altura, D. Teodoro de Faria prescindiu dos serviços do secretário. O padre Frederico passou a andar de paróquia em paróquia. Os fiéis da ilha queixavam-se. E o bispo mudava-o de paróquia. Onde esteve mais tempo, como pastor, foi em São Jorge, no Norte da ilha, onde esteve como pastor de 1987 a 1990. Conheceu então Miguel Noite, filho de uma família pobre, que se tornou seu amante.

### Nota explicativa acerca doOpus Angelorum
Em 1 de Dezembro de 1977 o Cardeal Joseph Höffner, Arcebispo de Colônia, comunicou algumas preocupações acerca do Opus Angelorum  ao Cardeal Secretário de Estado, que passou a carta para a Congregação para a Doutrina da Fé. Esta investigou o movimento e em 24 de Setembro de 1981 decretou que, na promoção da devoção aos anjos, o movimento deve respeitar os ensinamentos da Igreja e dos santos Padres e Doutores e, em particular, não difundir entre seus membros e os fiéis um culto aos Anjos que usaria "nomes" conhecidos de uma suposta revelação privada (atribuída à señora Gabriela Bitterlich), nem usar essos nomes em quaisquer orações empregadas pela comunidade.
Nove anos depois, com decreto do 6 de Junho de 1992, a Congregação repetiu o conteúdo do decreto anterior, proibiu certas práticas e instruiu um delegado a fazer cumprir as suas normas.
A 31 de Maio de 2000, a Santa Sé aprovou a fórmula de uma consagração aos Santos Anjos para o Opus Angelorum. Aprovou o Estatuto do Opus Sanctorum Angelorum e definiu as relações entre o Opus Angelorum e a Ordem dos Cónegos Regrantes da Santa Cruz (os Crúzios). Segundo o seu Estatuto, o Opus Angelorum é uma associação pública da Igreja Católica com personalidade jurídica em conformidade com o cân. 313 do Código de Direito Canónico; está ligada aos Crúzios e colocada sob a direcção dessa Ordem.
Em 2010, "passados mais de trinta anos desde quando se começaram a examinar as singulares teorias professadas e os usos seguidos" pelos membros do Opus Angelorum, a Congregação para a Doutrina da Fé afirmou: "Tal como hoje se apresenta, o Opus Angelorum é, portanto, uma associação pública da Igreja em conformidade com a doutrina tradicional e as directivas da Suprema Autoridade; difunde entre os fiéis a devoção aos Santos Anjos, exorta à oração pelos sacerdotes, promove o amor a Jesus Cristo na Sua paixão e a união à mesma. Não existe, portanto, nenhum obstáculo de ordem doutrinal ou disciplinar para que os Ordinários locais acolham nas suas dioceses esse movimento e favoreçam o seu crescimento."
Em 2011, L'Osservatore Romano publicó um artigo ilustrativo sobre a história do movimento Opus Angelorum.

## Crime, prisão e processo

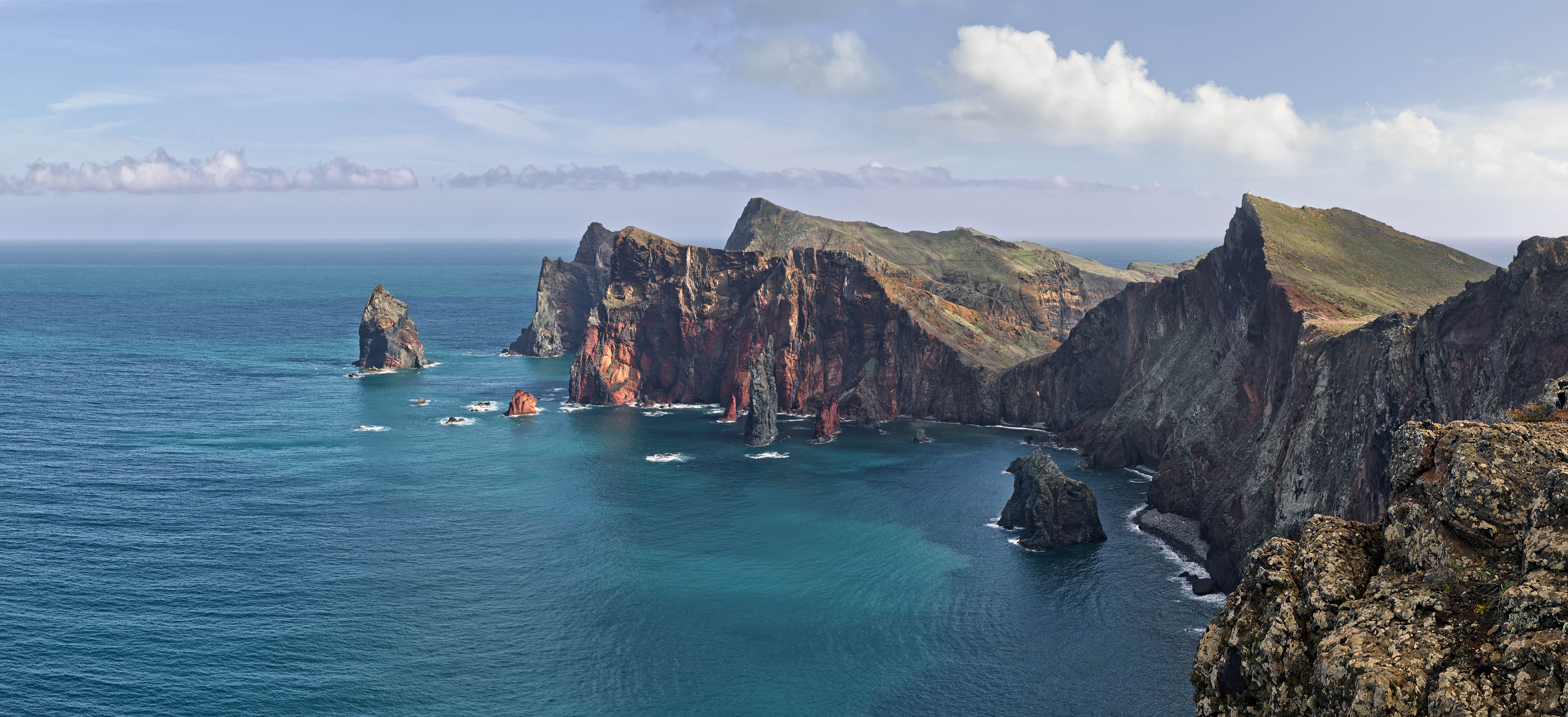
Ponta de São Lourenço, Madeira

Segundo a acusação do Ministério Público, Frederico Cunha, em 1 de Maio de 1992, encontrou Luís Miguel, um rapaz de 15 anos de idade, a pé pela estrada do Caniçal e ofereceu-lhe boleia no seu Volkswagen preto. O seu cadáver foi encontrado no fundo da falésia do Caniçal, na Ponta de São Lourenço, no extremo oriental da ilha da Madeira, com sinais de agressões. O crime, segundo a acusação, deu-se no miradouro, sem testemunhas. O padre nunca negou a presença no Caniçal: esteve lá, mas na companhia de Miguel Noite – que afirmava ter lá estado com o amante. Seis testemunhas afirmaram que viram o padre com um rapaz loiro no carro.
O cadáver da vítima, Luís Miguel Escórcio Correia, foi encontrado na manhã de 2 de maio de 1992, na praia abaixo dos penhascos do Caniçal, onde a Opus Angelorum mantinha a sua subsidiária Casa do Caniçal. A polícia inicialmente pensou tratar-se de um acidente. Mas quando o cadáver foi autopsiado, o médico-legista Emanuel Pita descobriu que várias lesões, incluindo um traumatismo craniano fatal, não poderiam resultar de sua queda do penhasco. Com base nos resultados da autópsia, foi iniciada uma investigação criminal.
Uma testemunha anónima relatou á Polícia por telefone que havia visto o carro de Cunha no local do crime. Durante uma busca em casa de Cunha, a polícia encontrou uma série de fotos pornográficas de crianças e adolescentes tiradas pelo padre às suas vítimas. Em 25 de maio de 1992, Frederico Cunha foi preso e colocado em prisão preventiva na cidade de Funchal.
O bispo Teodoro de Faria protestou contra a prisão de F.Cunha e descreveu-o como "inocente como Jesus Cristo" também ele atacado injustamente pelos judeus.  Muitos católicos  ficaram "surpresos, chocados e envergonhados" por essa comparação. O próprio padre Frederico, no Jornal da Madeira, se comparou a Jesus Cristo, dizando que tal como o filho de Deus, era "vítima da injustiça e do absurdo".  Destacadas figuras da Igreja foram testemunhas abonatórias. O Presidente do Governo Regional da Madeira, Alberto João Jardim, acusou "certa comunicação social do Continente" de utilizar o caso "para denegrir a imagem da Madeira". Em 2010, em entrevista ao jornal Público, o procurador João Freitas, ele mesmo católico praticante,  declarou publicamente ter sido pressionado no âmbito do processo penal,  várias vezes, para forçar a absolvição do acusado. J. Freitas disse que a pressão não foi exercida unicamente pela igreja; veio também de outros quadrantes. A diocese do Funchal nunca abriu qualquer processo canónico ao padre F. Cunha, nem mesmo depois de a Justiça o  ter condenado, ou seja, nunca promoveu os necessários procedimentos para que ele fosse impedido de exercer.
Bárbara Reis comenta: "O microcosmos madeirense faz parte do padrão internacional: um padre pedófilo, um bispo conivente, uma diocese silenciosa, uma Conferência Episcopal muda.
O julgamento decorreu em  10 de Março de  1993, um ano após o crime. Frederico Cunha foi condenado a 13 anos pelo homicídio de Luís Miguel, com subsequente pena de expulsão de Portugal.  Cunha também foi condenado a pagar aos familiares  da vítima do homicídio a soma de 1.600.000 escudos  como compensação, a qual nunca foi paga. O afilhado, Miguel Noite, apanhou 15 meses de cadeia, com pena suspensa, por encobrimento e falsas declarações. Durante o julgamento, quatro testemunhas, já adultos, contaram em tribunal como tinham sido abusadas sexualmente pelo padre. Frederico veio a cumprir pena em Vale de Judeus, Alcoentre.
Ainda não tinha cumprido metade da pena, em Vale de Judeus, o padre foi autorizado pela juíza de execução de penas, Margarida Vieira de Almeida, a passar oito dias com a mãe, em Lisboa: os dois, em 10 de Abril de 1998, fugiram de carro para Madrid, e apanharam o primeiro avião para Copacabana,no Brasil, onde ainda residem. O padre usou uma segunda via do passaporte, fornecido pela própria Embaixada do Brasil, o que motivou um pedido de explicações do Governo português.

## Vida no Brasil
Actualmente, o padre Frederico Cunha vive com a mãe num prédio entre Copacabana e Ipanema, num dos locais mais luxuosos da cidade do Rio de Janeiro. Quando em 2015 o jornal português Sol o entrevistou, ele afirmou que continua a celebrar missas, embora  não em locais convencionais: " É numa pastoral que rezo missa " . Dedica-se á fotografia abstracta. Continua a afirmar a sua inocência e considera que a sua condenação em Portugal foi típica de um regime nazi.
A execução do mandato de detenção internacional e do resto da sentença expiraram em 8 de abril de 2018.

## Demissão do estado clerical
Em 2023, a Diocese do Funchal pediu ao Prefeito do Dicastério para a Doutrina da Fé, "instruções sobre o modo de proceder" neste caso, porque, "apesar de há muitos anos o seu nome não constar do elenco dos sacerdotes da Diocese nem exercer nela qualquer ministério, de facto nunca tinha existido qualquer processo canónico a propósito dos actos de que foi acusado e condenado".
A 16 de fevereiro de 2024, o Papa decretou a "demissão do estado clerical" do padre Frederico e o dispensou do dever do celibato. "Uma vez que o paradeiro do Senhor Frederico Cunha é desconhecido, o Dicastério para a Doutrina da Fé mandou que se tornasse pública a decisão do Santo Padre no Site Oficial da Diocese."